# Haworthiopsis
Haworthiopsis és un gènere de plantes suculentes de la subfamília de les asfodelòidies, les espècies estaven incloses prèviament a Haworthia. És quasi endèmic de Sud-àfrica.
Moltes de les espècies es conreen com a plantes d'interior o per aficionats a les suculentes.

## Descripció
Els membres del gènere són plantes perennes baixes, amb o sense tija visible. En algunes espècies les fulles formen una roseta, en altres estan disposades en espiral sobre una tija més o menys llarga.
Les fulles individuals són llises o tenen marques blanques, que poden prendre la forma de petites protuberàncies (tubercles) o ser més punxegudes, gairebé amb aspecte de espines.
Les marques blanques poden estar només a la cara interior de la fulla, o en ambdues cares, i també es poden estendre cap als marges. En alguna de les espècies, la superfície superior (l'àpex) de la fulla té "finestres" i els marges poden tenir dents endurits.
Les flors neixen en raïm sobre una tija llarga i rígida (peduncle) que també té algunes bràctees sense flors en les seves unions amb la tija.
Cada flor fa menys de 17 mm de llarg, amb tèpals de color blanc a verd, rosa o marró, formant una estructura de dos llavis (bilabiada) amb una base hexagonal o hexagonal arrodonida. Tant els tèpals externs com els interns estan units en les seves bases. Els estams i el  estil estan tancats dins dels tèpals. El fruit és una càpsula estretament ovoide amb llavors negres o marró fosc.
Les flors bilabials es van considerar un tret distintiu del gènere Haworthia, abans de la separació de Haworthiopsis i Tulista. Les característiques més detallades de les flors, ara identifiquen els tres gèneres. A Haworthiopsis, les flors i els seus estils solen ser rectes en lloc de corbes; els verticils exterior i interior de tres tèpals s'uneixen entre ells a la base; i les flors s'estrenyen suaument en la tija de la flor (pedicel) en lloc de ser més amples a la base amb una unió afilada.

## Taxonomia
Etimologia
La terminació -opsis deriva del grec ὀψις (opsis), que significa 'aparença', 'semblant' per la qual cosa, Haworthiopsis significa "com a Haworthia".

### Història
El gènere va ser establert per Gordon Rowley el 2013, amb Haworthiopsis coarctata com espècie tipus.
La història taxonòmica del gènere és complexa. El 1753, Carl von Linné va seguir als autors que el van precedir en l'ús del gènere Aloe per a una extensa quantitat de plantes, classificades ara a la tribu Aloeae, per aquells que usen la circumscripció àmplia de la família Asphodelaceae (sensu APG III en endavant). Les espècies d'Aloe de Carl von Linné incloïen dues d'elles, ara ubicades a Haworthiopsis. El gènere Haworthia va ser establert per Duval el 1809 per a les antigues espècies d'Aloe amb flors més petites, bilabiades i de color blanquinós.
Posteriorment es van agregar molts més tàxons, tant en rangs d'espècies com d'infraespècies, la qual cosa va produir una gran confusió entre els botànics. El 1971, M.B.Bayer va dividir Haworthia en tres subgèneres: H. subg. Haworthia, H. subg. Hexangulares i H. subg. Robustipedunculatae.
Els estudis filogenètics, en particular a partir de 2010, van demostrar que Haworthia i altres gèneres relacionats amb Aloe no eren monofilètics. En conseqüència, el 2013, Rowley va separar la majoria de les espècies anteriorment ubicades a  Haworthia  subg.  Hexangulares  en un nou gènere, Haworthiopsis.
Aquest gènere va ser revisat el 2013 per Manning et al. de manera que es va correlacionar més estretament amb el subgènere anterior, una revisió descrita com "més coherent" per Gildenhuys i Klopper el 2016.

## Seccions i espècies
El 2016, Gildenhuys i Klopper van proposar una divisió del gènere en set seccions, tot i que han assenyalat que podria necessitar una revaluació quan s'hagin realitzat més estudis filogenètics. La seva secció Koelmaniorum està menys clarament ubicada en el gènere, i l'estat de les seccions Limifoliae i Tessellatae també és incert.
L'octubre de 2017, el World Checklist of Selected Plant Families va acceptar les següents espècies:
| Secció        | Imatge | Nom científic                                                         | Descripció | Distribució                                                                             |
| ------------- | ------ | --------------------------------------------------------------------- | --- | --------------------------------------------------------------------------------------- |
| Attenuatae    |        | Haworthiopsis attenuata (Haw.) G.D.Rowley                             | característic disseny de protuberàncies blanques (tubercles) en forma de banda, normalment horitzontals a la cara externa i transversals a la interna | Sud-àfrica (zona meridional de la província del Cap                                     |
| Haworthiopsis |        | Haworthiopsis coarctata (Haw.) G.D.Rowley                             | tubercles petits, llisos i arrodonits | Sud-àfrica (zona meridional de la Província del Cap)                                    |
| Haworthiopsis |        | Haworthiopsis fasciata (Willd.) G.D.Rowley                            | color verd clar. Fulles fibroses amb cara interna glabra                                                                                              | Sud-àfrica (zona meridional de la Província del Cap)                                    |
| Haworthiopsis |        | Haworthiopsis glauca (Baker) G.D.Rowley                               | color blau (glauc) | Sud-àfrica (zona meridional de la Província del Cap)                                    |
| Haworthiopsis |        | Haworthiopsis longiana (Poelln.) G.D.Rowley                           | fulles llargues, elongades i primes | Sud-àfrica (zona meridional de la Província del Cap)                                    |
| Haworthiopsis |        | Haworthiopsis reinwardtii (Salm-Dyck) G.D.Rowley                      | tubercles més grans, més plans i més blancs, i sovint és més estilitzada que H. coarctata                                                             | Sud-àfrica (zona meridional de la Província del Cap)                                    |
| Limifoliae    |        | Haworthiopsis limifolia (Marloth) G.D.Rowley                          | fulles esteses, generalment amb línies laterals protuberants o arrugues a la superfície de les fulles                                                 | zona meridional de Moçambic, Eswatini, Sud-àfrica (KwaZulu-Natal, Província del Cap)    |
| Koelmaniorum  |        | Haworthiopsis koelmaniorum (Oberm. & D.S.Hardy) Boatwr. & J.C.Manning | té fulles escabrides, marró fosc opaques | Sud-àfrica (Mpumalanga)                                                                 |
| Tessellatae   |        | Haworthiopsis granulata (Marloth) G.D.Rowley                          | | Sud-àfrica (Província del Cap)                                                          |
| Tessellatae   |        | Haworthiopsis tessellata (Haw.) G.D.Rowley                            | | Namíbia, Sud-àfrica (Província del Cap, Província de l'Estat Lliure, Província del Cap) |
| Tessellatae   |        | Haworthiopsis venosa (Lam.) G.D.Rowley                                | venes visibles a la superfície superior de les fulles                                                                                                 | Sud-àfrica (zona sud i oest de la Província del Cap)                                    |
| Tessellatae   |        | Haworthiopsis woolleyi (Poelln.) G.D.Rowley                           | | Sud-àfrica (zona meridional de la Província del Cap)                                    |
| Trifariae     |        | Haworthiopsis nigra (Haw.) G.D.Rowley                                 | color fosc i tubercles concolors | Sud-àfrica (zona meridional de la Província del Cap)                                    |
| Trifariae     |        | Haworthiopsis pungens (M.B.Bayer) Boatwr. & J.C.Manning               | puntes de les fulles dures i afilades | Sud-àfrica (zona meridional de la Província del Cap)                                    |
| Trifariae     |        | Haworthiopsis scabra (Haw.) G.D.Rowley                                | espècie sense tija amb una superfície de fulla escabrida i rugosa                                                                                     | Sud-àfrica (zona sud-oest i sud-sud-oest de la Província del Cap)                       |
| Trifariae     |        | Haworthiopsis viscosa (L.) Gildenh. & Klopper                         | superfície mat de color marró més clar i sense tubercles                                                                                              | Sud-àfrica (Província del Cap)                                                          |
| Virescentes   |        | Haworthiopsis bruynsii (M.B.Bayer) G.D.Rowley                         | encara que ha evolucionat de forma retusa, tanmateix,és membre del gènere                                                                             | Sud-àfrica (zona meridional de la Província del Cap)                                    |
| Virescentes   |        | Haworthiopsis sordida (Haw.) G.D.Rowley                               | fulles fosques, "polsegoses", amb puntes arrodonides                                                                                                  | Sud-àfrica (zona meridional de la Província del Cap)                                    |